# Mark Mothersbaugh
Mark Allen Mothersbaugh (Akron, 18 maggio 1950) è un cantante, musicista e compositore statunitense.
Dal 1972 è membro dei Devo. Inoltre è molto attivo come autore di progetti musicali per film, serie TV e videogiochi, soprattutto dedicati ai ragazzi. Ha collaborato spesso in questo ruolo per diversi film con Wes Anderson.

## Colonne sonore (parziale)

### Cinema
- La rivincita dei nerds (Revenge of the Nerds), regia di Jeff Kanew (1984)
- New Age - Nuove tendenze (New Age), regia di Michael Tolkin (1994)
- Un tipo imprevedibile (1996)
- Un colpo da dilettanti (1996)
- Una cena quasi perfetta (1997)
- Best Men - Amici per la pelle (1997)
- Breaking Up - Lasciarsi (1997)
- Rushmore (1998)
- Rugrats - Il film (1998)
- 200 Cigarettes (1999)
- È una pazzia (1999)
- Bella da morire (1999)
- Le avventure di Rocky e Bullwinkle (2000)
- Le insolite sospette (2001)
- I Tenenbaum (2001)
- Sorority Boys (2002)
- Welcome to Collinwood (2002)
- Cose da maschi (2003)
- Thirteen - 13 anni (2003)
- Cani dell'altro mondo (2003)
- Quanto è difficile essere teenager! (2004)
- L'invidia del mio migliore amico (2004)
- Le avventure acquatiche di Steve Zissou (2004)
- The Sims 2 (2004)
- Lords of Dogtown (2005)
- Herbie - Il super Maggiolino (2005)
- The Big White (2005)
- The Ringer - L'imbucato (2005)
- Nick & Norah - Tutto accadde in una notte (2008)
- Fanboys (2009)
- Piovono polpette (2009)
- Ramona e Beezus (2010)
- La felicità è una coperta calda, Charlie Brown (2011)
- Alvin Superstar 3 - Si salvi chi può! (2011)
- 21 Jump Street (2012)
- Safe, regia di Boaz Yakin (2012)
- Che cosa aspettarsi quando si aspetta (What to Expect When You're Expecting), regia di Kirk Jones (2012)
- Hotel Transylvania (2012)
- Piovono polpette 2 - La rivincita degli avanzi (2013)
- Last Vegas (2013)
- The LEGO Movie (2014)
- 22 Jump Street (2014)
- Pitch Perfect 2 (2015)
- Come ti rovino le vacanze (2015)
- Hotel Transylvania 2 (2015)
- Thor: Ragnarok, regia di Taika Waititi (2017)
- Hotel Transylvania 3 - Una vacanza mostruosa (Hotel Transylvania 3: Summer Vacation), regia di Genndy Tartakovsky (2018)
- The LEGO Movie 2 - Una nuova avventura (The Lego Movie 2: The Second Part), regia di Mike Mitchell (2018)
- Holmes & Watson - 2 de menti al servizio della regina (Holmes & Watson), regia di Etan Cohen (2018)
- I Croods 2 - Una nuova era (The Croods: A New Age), regia di Joel Crawford (2020)
- I Mitchell contro le macchine (The Mitchells vs the Machines), regia di Mike Rianda e Jeff Rowe (2021)
- Cocainorso (Cocaine Bear), regia di Elizabeth Banks (2023)
- Un film Minecraft (A Minecraft Movie), regia di Jared Hess (2025)

### Televisione
- Disincanto (Disenchantment), autore Matt Groening (2019), cameo nella terza stagione (2021)[1]
- Tiger King - miniserie TV (2020)
- Vi presento l'altro me (The Other Me), regia di Manny Coto – film TV (2000)
- Halloweentown - Streghe si nasce – film TV (1998)
- Mamma, io vengo da un altro pianeta? (Can of Worms), regia di Paul Schneider – film TV (1999)
- Halloweentown II - La vendetta di Kalabar (Halloweentown II: Kalabar's Revenge), regia di Mary Lambert – film TV (2001)
- Una famiglia allo sbaraglio (The Even Stevens Movie), regia di Sean McNamara – film TV (2003)